# Ingrid Ragnvaldsdatter
Ingrid Ragnvaldsdatter war die Tochter des schwedischen Königs Ragnvald und wahrscheinlich Enkelin König Inge I. des Älteren (* vor 1080; † nach 1101) und dessen Frau Helena.

## Leben
Ingrid war viermal verheiratet:
1. Prinz Henrik Skadelår († 1134), Sohn von Prinz Svend Svensson und Enkel König Sven Estridssons. Sie floh mit einem Liebhaber von ihrem Ehemann und wurde in Aalborg aufgegriffen und zurückgebracht. Sie hatte von ihm die Söhne Magnus Henriksson (um 1160 König von Schweden), Regnald Henriksson, Knud Henriksson († 1162; dänischer Herzog) und Buris Henriksson († um 1167; dänischer Prinz).
2. König Harald Gille († 1136). Von ihm hatte sie den Sohn Inge Krogrygg, König von Norwegen.

Außereheliches Verhältnis mit Ivar Sneis aus Oppland, von dem sie den Sohn Orm Ivarsson hatte.
1. Lehnsmann Ottar Birting
2. Lehnsmann Arne Ivarsson (Kongsmaag) von Ståreim (Nordfjord). Mit ihm hatte sie die Söhne Philip Arnesson von Herdla, Nikolas Arnason, Bischof von Oslo, Inge Arnesson und die Tochter Margrete Arnesdatter, Mutter des Baglerkönigs Philipp Simonsson.